# Xerodraba
Xerodraba là chi thực vật có hoa trong họ Cải.